# Crosniera minima
Crosniera minima is een tienpotigensoort uit de familie van de Callianideidae. De wetenschappelijke naam van de soort is voor het eerst geldig gepubliceerd in 1901 door Rathbun.